# ألفرد أينهورن
ألفرد أينهورن (بالألمانية: Alfred Einhorn)‏ هو عالم أدوية وكيميائي ألماني، ولد في 27 فبراير 1856 في هامبورغ في ألمانيا، وتوفي في 21 مارس 1917 في ميونخ في ألمانيا.